# Рустиций (консул 520 г.)
Вижте пояснителната страница за други личности с името Рустиций.
Флавий Рустиций (на латински: Flavius Rusticius) е римски политик по времето на управлението на крал Теодорих Велики в Италия.
През 520 г. Рустиций е консул заедно с Флавий Виталиан.